# Állóképesség
Az állóképesség a szervezet azon képessége, amely a nagy mértékű fizikai terheléshez szükséges energiákat hosszú időn át biztosítja. Így az állóképesség a hosszú fizikai igénybevétel (sportolás, munkavégzés) egyik alapvető előfeltétele. Az állóképesség függ a keringési, légzési és az anyagcsere rendszerek minőségétől, a mozgáskoordinációtól, az izomzat felépítésétől.
Az állóképesség akkor fejlődik, ha a szervezet edzés hatására rendszeresen megfelelő fáradtsági szintre kerül.